# Trachonas
Trachonas (in greco Τράχωνας?;in turco Kızılay o Kızılbaş) è un sobborgo settentrionale di Nicosia, Cipro. Prima del 1974, era situato sul confine nord della capitale. Esso è situato de iure nel distretto di Nicosia di Cipro e de facto nel distretto di Lefkoşa di Cipro del Nord. Prima del 1974 il villaggio era abitato prevalentemente da greco-ciprioti.
Nel 2011 Trachonas aveva 3 535 abitanti.

## Geografia fisica
Esso si trova a sei chilometri a sud-ovest di Assia/Paşaköy, tra la vecchia e la nuova strada Nicosia-Famagosta.

## Origini del nome
Secondo Goodwin, Trakhonas significa "luogo aspro e sassoso" in greco cipriota. Kizilbash (Kızılbaş), invece, significa letteralmente "testa rossa". Durante il periodo ottomano, Trakhonas era chiamata Kızılbaş. Kızılbash era anche il nome di alcune tribù Alevite dell'Anatolia. Alcuni storici turco-ciprioti credono che l'attuale posizione di Trakhonas sia stata usata una volta come insediamento per queste tribù alauite.  Tuttavia, nel 1975 la leadership turco-cipriota cambiò il nome da Kızılbaş a Kızılay, forse a causa dell'associazione del nome Kızılbaş con un ramo "eretico" dell'Islam che non era consonante con l'Islam sunnita affiliato al nazionalismo turco. Inoltre, durante gli anni '70 le comunità Alevite della Turchia erano molto attive nei movimenti di sinistra. Kızılay significa "mezzaluna rossa".

## Società

### Evoluzione demografica
Almeno dal 1831 Trakhonas/Kızılay è stata prevalentemente abitata da greco-ciprioti. Negli anni '40, con lo sviluppo di nuovi insediamenti come Gelibolu, i turco-ciprioti iniziarono a trasferirsi nelle vicinanze di Trakhonas. Qualche tempo dopo il 1946, anche i turco-ciprioti iniziarono a stabilirsi nel villaggio. Nel 1960 c'erano 921 turco-ciprioti che vivevano a Trakhonas/Kızılay (incluso il quartiere di Gelibolu). Trakhonas divenne parte del comune di Nicosia nel 1968.
Il primo spostamento legato al conflitto ebbe luogo durante i disordini intercomunitari del 1964. La maggior parte degli abitanti turco-ciprioti di Trakhonas/Kızılay (a parte Gelibolu) fuggirono dal villaggio in gennaio e si trasferirono nella parte di Nicosia controllata dai turco-ciprioti. Alcuni tornarono a vivere nelle loro case (specialmente quelle vicino alla parte della città controllata dai turco-ciprioti) nel 1968, ma la maggioranza rimase dove aveva cercato rifugio.
Tutti i greco-ciprioti di questo villaggio furono sfollati nel luglio e agosto 1974, fuggendo dall'esercito turco che avanzava. Attualmente, come il resto dei greco-ciprioti sfollati, i greco-ciprioti di Trakhonas sono sparsi nel sud dell'isola, soprattutto nelle città. Il numero dei greco-ciprioti di Trakhonas sfollati nel 1974 era di circa 2.500 (il quartiere aveva 2 361 abitanti nel censimento del 1960).
Attualmente il villaggio è abitato principalmente dai suoi abitanti turco-ciprioti originari e dai turco-ciprioti sfollati che vi si trasferirono dopo la guerra del 1974. Molte famiglie di "martiri", come i turco-ciprioti chiamano coloro che morirono nei combattimenti intercomunitari, ricevettero case in questo quartiere. Anche molti dei turco-ciprioti sfollati da Omorfita nel 1963 vivono a Trakhonas/Kızılay.